# Notoplites paradoxus
Notoplites paradoxus är en mossdjursart som beskrevs av Jean-Loup d'Hondt 1981. Notoplites paradoxus ingår i släktet Notoplites och familjen Candidae. Inga underarter finns listade i Catalogue of Life.